# Gare de Rheinfelden-Augarten
Pour les articles homonymes, voir Augarten.
La gare de Rheinfelden-Augarten (en allemand Bahnhof Rheinfelden-Augarten) est l'une des deux gares de Rheinfelden, en Suisse.